# Francesco Monaco (incisore)
Francesco Monaco (Belluno, 1709 – post 1752) è stato un incisore italiano.

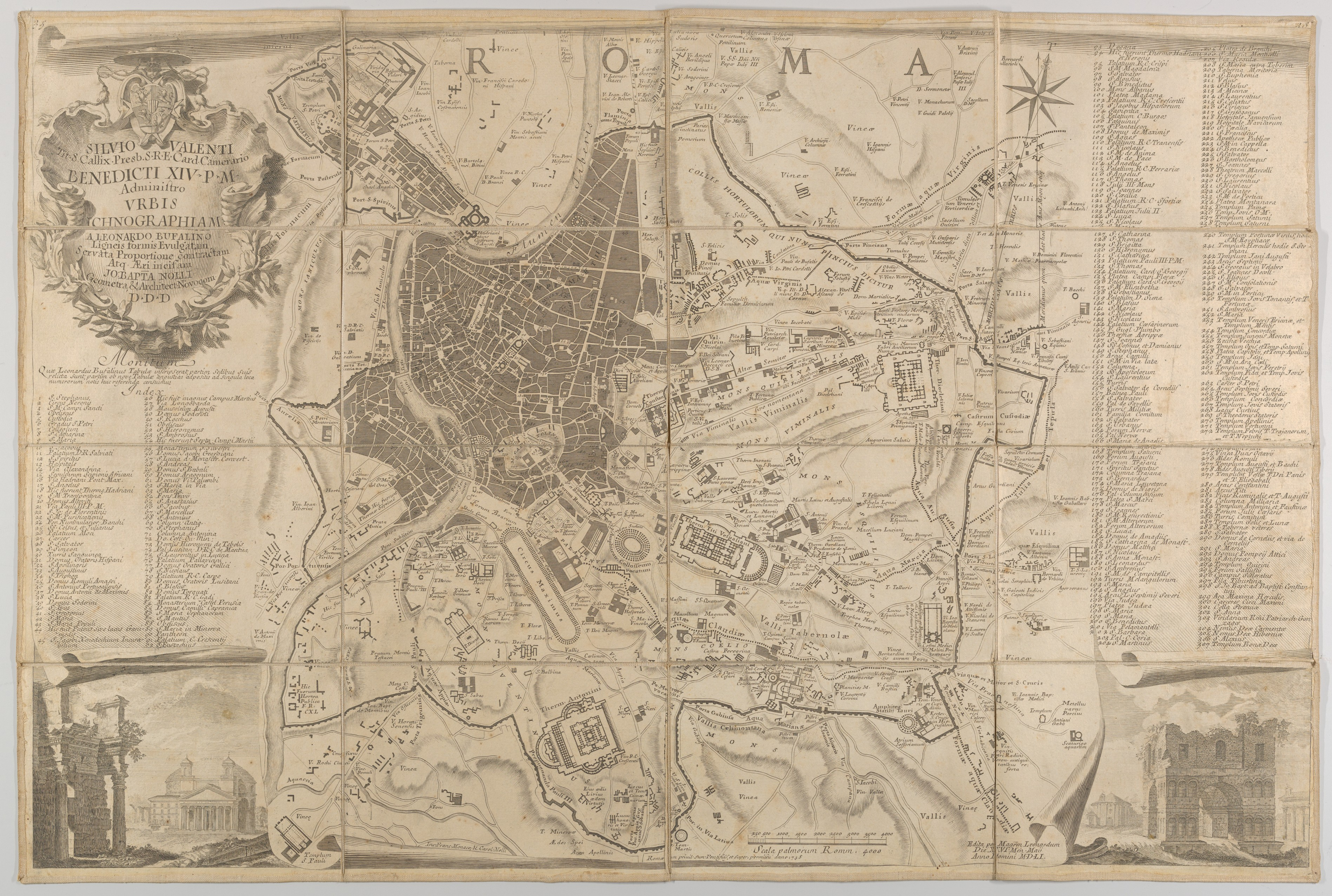
Pianta dei Nolli a cui collaborò Francesco Monaco nel 1748 a Roma

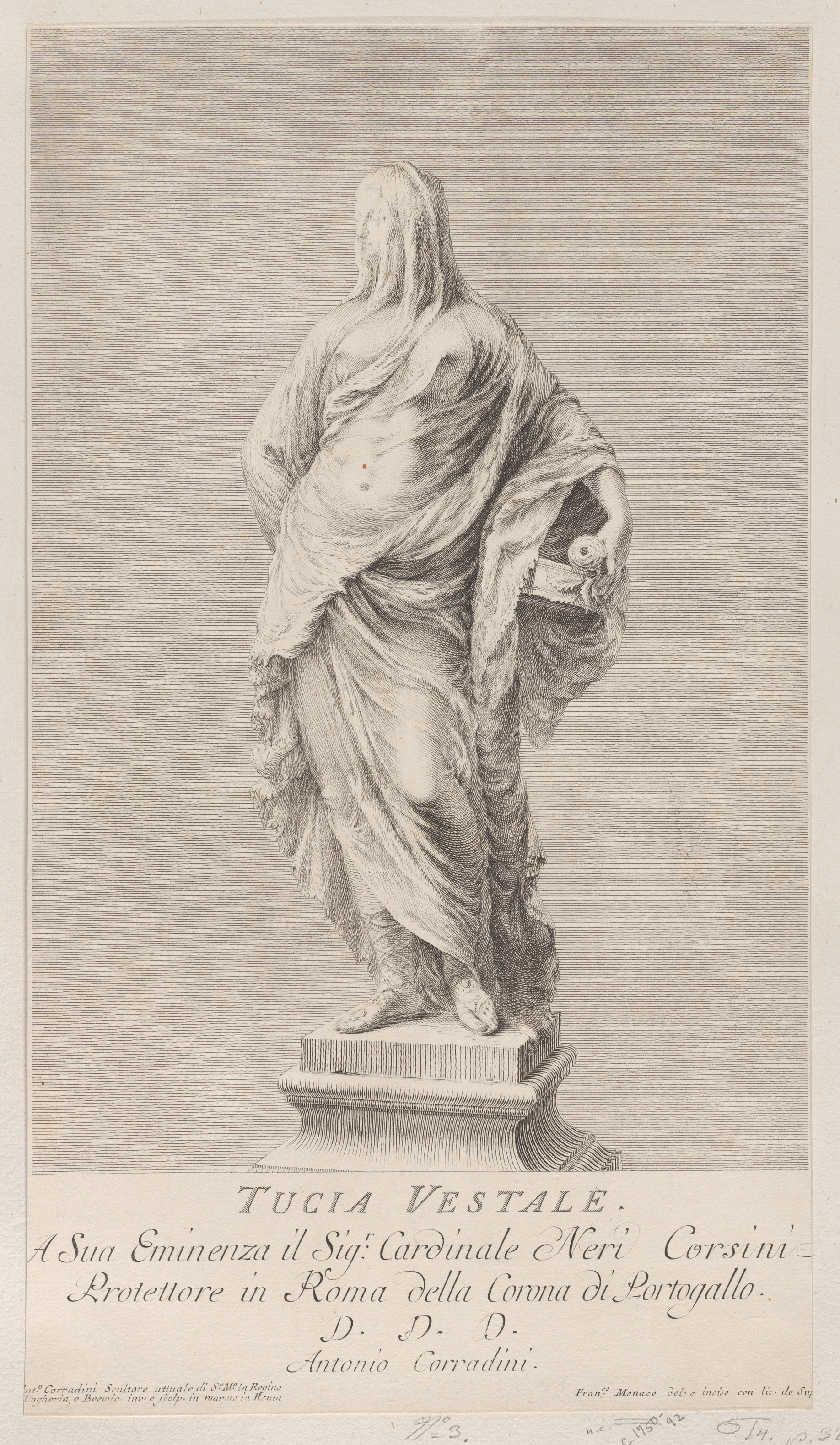

Fratello meno noto di Pietro, anch'egli incisore.
Operativo a Roma nel 1748, curò varie incisioni: più nota quella della Pianta di Roma insieme a Giovanni Battista Nolli ed a suo figlio Carlo.
Nel 2014 (dal 12 agosto al 31 ottobre), il Museo Civico di Belluno dedicò una mostra ai due fratelli dal titolo “Pietro e Francesco Monaco. Incisori bellunesi del Settecento”.